# ما العمل؟
ما العمل؟ المسائل الملحة لحركتنا (بالروسية: Что де́лать? Наболевшие вопросы нашего движения)‏، هو كراس سياسي كتبه الثوري الروسي فلاديمير لينين في عام 1901 ونشر في عام 1902. عنوانه مستوحى من الرواية بنفس الاسم بقلم الثوري الروسي من القرن التاسع عشر نيكولاي تشيرنيشيفسكي.
في ما العمل؟، يجادل لينين بأن الطبقة العاملة لن تتسيّس بمجرد الاشتراك بصراعات اقتصادية مع أرباب العمل على الأجور وساعات العمل وما شابه ذلك. لتحويل الطبقة العاملة إلى الماركسية، يصر لينين على أن على الماركسيين أن يشكلوا حزبا سياسيا، أو «طليعة»، من الثوريين المتفرغين لنشر الأفكار السياسية الماركسية بين العمال. وقد أدى هذا الكتيب جزئيا إلى انقسام حزب العمل الاشتراكي الديمقراطي الروسي بين البلاشفة بقيادة لينين والمناشفة.
في عام 1904 نشر ليون تروتسكي رده مهامنا السياسية، مؤكدا أن نهج لينين سيؤدي حتما إلى الاستيلاء الدموي على الحزب من قبل ديكتاتور أقرب إلى عهد الإرهاب في الثورة الفرنسية.

## النقاط الرئيسية
واجه لينين لأول مرة ما يسمى بالاتجاه «الاقتصادي» في الاشتراكية الديمقراطية الروسية، الذي اتبع خط إدوارد بيرنشتاين. وأوضح أن مواقف برنشتاين كانت انتهازية، وهي نقطة أعرب عنها الاشتراكي الفرنسي الكسندر ميلراند، كما هو الحال في توليه منصبا في حكومة برجوازية. مقالب مطالب الاقتصاديين «بحرية الانتقاد»، طرح لينين موقفه أن للماركسيين الأرثوذكس نفس الحق في الانتقاد في المقابل. وشدد على أنه في الكفاح ضد البرجوازية، سيحتاج الاشتراكيون الديمقراطيون الثوريون إلى إيلاء اهتمام خاص للمسائل النظرية، مع التذكير بموقف فريدريك إنجلز بأن هناك ثلاثة أشكال من النضال الاشتراكي الديمقراطي: السياسي، الاقتصادي والنظري.
وينص لينين على أن العمال لن يصبحوا الماركسيين تلقائيا بمجرد محاربة المعارك مع أرباب عملهم؛ بدلا من ذلك، يحتاج الماركسيون إلى تشكيل حزب سياسي لنشر الأفكار الماركسية وإقناع العمال بأن يصبحوا ماركسيين. ويذهب إلى القول بأنه لفهم السياسة يجب أن نفهم كل من المجتمع، وليس فقط العمال وصراعاتهم الاقتصادية مع أصحاب العمل. ولكي يصبح العمال مسيسين وماركسيين، فإنهم بحاجة إلى أن يتعلموا كل المجتمع، وليس فقط ركنهم الخاص:
كتب لينين عن موجة الإضرابات في أواخر القرن التاسع عشر بروسيا، يقول لينين إن «ولنا في تاريخ جميع البلدان شاهد على أن الطبقة العاملة لا تستطيع أن تكسب بقواها الخاصة فقط غير الوعي التريديونيوني.» أي الانتظام في النقابات وما إلى ذلك. ومع ذلك، فالنظرية الاشتراكية في روسيا، أسوة بأماكن أخرى في أوروبا، وضعها «المتعلمون من ممثلي الطبقات المالكة»، الذين كانوا من «المثقفين الاشتراكيين الثوريين». يقول لينين إن ماركس وإنجلز أنفسهم، مؤسسي الاشتراكية العلمية الحديثة، ينتميان إلى هؤلاء المثقفين البرجوازيين.

## وصلات خارجية
- ما العمل؟ النص الكامل في موقع أرشيف الماركسيين العرب.